# Ahmed Shah (cricket)
Ahmed Shah (sinh ngày 20 tháng 8 năm 1983) là 1 left-handed batsman và Slow left-arm orthodox bowler hiện đang chơi cho đội tuyển quốc gia Afghanistan.
A là thành viên của đội Afghanistan trong 1 năm vô địch World Cricket League Division Five, Division Four và Division Three, giúp cho họ lên chơi Division Two và sau đó tham dự 2009 ICC World Cup Qualifier nơi họ có tư cách ODI.
Shah chơi trận ODI đầu tiên với đội Hà Lan ở sân VRA Cricket Ground ngày 30 tháng 8 năm 2009. Shah cũng thi đấu trận first class cho Afghanistan ở giải Intercontinental Cup đối đầu với Zimbabwe XI tại Mutare ngày 16 tháng 8 năm 2009.

## Liên kết khác
- Cricinfo page on Ahmed Shah
- Ahmed Shah on CricketArchive
- Times newspaper report on Afghan team[liên kết hỏng]